# Erik Wilhelm le Moine
Pour les articles homonymes, voir Le Moine (homonymie).
Erik Wilhelm le Moine (né le 16 avril 1780 à Ramnäs, Västmanland – décédé le 6 mai 1859 à Strängnäs) est un artiste peintre suédo-finlandais.

## Biographie
Ses parents sont le médecin Wilhelm Le Moine et Anna Christina Enmark. 
Son épouse est Katharina Elisabeth Gadeius.
Erik Wilhelm Le Moine arrive à Turku en 1813 et en part juste avant le grand incendie de Turku pour la Suède où il est professeur de dessin à Strängnäs. 

## Œuvres
Cinq œuvres sont exposées à l'Ateneum et quatre au musée municipal d’Helsinki.